# Луций Сергий Фиденат (военный трибун 397 года до н. э.)
Лу́ций Се́ргий Фидена́т (лат. Lucius Sergius Fidenas; умер после 394 года до н. э.) — римский политический деятель из патрицианского рода Сергиев, военный трибун с консульской властью 397 года до н. э.
Консульские фасты называют преномен отца Луция Сергия — Маний. Возможно, это Маний Сергий Фиденат, военный трибун 404 и 402 годов до н. э.
В 397 году до н. э. Луций Сергий стал одним из шести трибунов-патрициев. О его действиях на этом посту источники ничего не сообщают. В 394 году до н. э. Фиденат вместе с Луцием Валерием Потитом и Авлом Манлием Вульсоном Капитолином отправился послом в Дельфы, чтобы отвезти золотую чашу в дар Аполлону. В пути посольский корабль был захвачен липарскими пиратами, но предводитель последних отпустил римлян и даже предоставил им охрану.